# Grażyna Bąkiewicz
Grażyna Bąkiewicz (ur. 1955 w Łodzi) – pisarka, historyk, nauczyciel.

## Życiorys
Urodzona w 1955 r. w Łodzi. W 1978 r. ukończyła historię na Uniwersytecie Łódzkim. W trakcie studiów prowadziła badania prasy międzywojennej i pamiętników pisanych przez młodzież w latach 30. Po uzyskaniu tytułu magistra historii rozpoczęła studia dziennikarskie, ale porzuciła je na rzecz pracy nauczycielskiej. Ponad dwadzieścia lat pracowała w szkole jako nauczycielka historii. Po sukcesie w ogólnopolskim konkursie na bajkę (1985) zajęła się pisaniem, najpierw dla dzieci, potem dla młodzieży i dorosłych. Za debiutancką powieść O melba otrzymała I nagrodę IBBY (Książka Roku 2002).

## Twórczość
Dla dzieci
- Bajki w „Świerszczyku”, 1983–86;
- Korniszonek, Ezop, 2004;
- 1:0 dla Korniszonka, Wydawnictwo Literatura, 2013;
- A u nas w domu. Opowieści dzieci fabrykanta, Wydawnictwo Literatura, 2013;
- Ale kino!, Wydawnictwo Literatura, 2014;
- seria Ale historia…:
  - Mieszko, ty wikingu!, Nasza Księgarnia, 2015.
  - Kazimierzu, skąd ta forsa?, Nasza Księgarnia, 2016.
  - Jadwiga kontra Jagiełło, Nasza księgarnia, 2017.
  - Zygmuncie, i kto tu rządzi?, Nasza Księgarnia, 2017.
  - Stasiu, co ty robisz?, Nasza Księgarnia, 2018.
  - Mamy niepodległość!, Nasza Księgarnia, 2018.
  - Ta potworna wojna, Nasza Księgarnia, 2019

Dla młodzieży
- O melba, Prószyński i S-ka, 2002;
- Stan podgorączkowy, Prószyński i S-ka, 2003;
- Będę u Klary Prószyński i S-ka, 2005;
- Muchy w butelce Nasza Księgarnia, 2008;
- Ada strażniczka skarbu Wydawnictwo Literatura, 2010.
- Syn złodziejki

Dla dorosłych
- Opowieść z perłą w tle, Prószyński i S-ka, 2006;
- Coś za coś, Prószyński i S-ka, 2007;
- Bajki dla dorosłych, MG, 2009.

Opowiadania
- I takie rzeczy się zdarzają w: Opowieści wigilijne, Prószyński i S-ka, 2005;
- Tunel, w: Opowiadania letnie a nawet gorące, Prószyński i S-ka, 2006;
- Dzień jak co dzień, w: Opowiadania szkolne, Prószyński i S-ka, 2007;
- Wielki traf, w: Opowiadania pełne pasji, MG, 2008.
- Dobry pies, w: Opowiadania pod psem i kotem. MG, 2008.

Audiobooki
- Korniszonek, Biblioteka Akustyczna, 2010.